# Semecarpus
Semecarpus  es un género de plantas con 158 especies,  perteneciente a la familia de las Anacardiaceae.

## Taxonomía
El género fue descrito por Carlos Linneo el Joven y publicado en Supplementum Plantarum 25, 182. 1781[1782].  La especie tipo es: Semecarpus anacardium

## Especies
| - Semecarpus acuminata - Semecarpus acuminatissima - Semecarpus albescens - Semecarpus albicans - Semecarpus anacardiopsis - Semecarpus anacardium - Semecarpus anacardium var. parvifolia - Semecarpus annamensis - Semecarpus angulatus - Semecarpus angustifolius - Semecarpus archboldianus - Semecarpus aruensis - Semecarpus atra - Semecarpus auriculata - Semecarpus australiensis - Semecarpus balansae - Semecarpus borneensis - Semecarpus brachystachys - Semecarpus bracteata - Semecarpus bunburyana - Semecarpus calcicola - Semecarpus caesia - Semecarpus cassuvium - Semecarpus caudata - Semecarpus cinerea - Semecarpus cochinchinensis - Semecarpus congestiflora - Semecarpus coriacea - Semecarpus cuneata - Semecarpus cuneifolia - Semecarpus cuneiformis - Semecarpus cupularis - Semecarpus curtisii - Semecarpus decipiens - Semecarpus densiflorus - Semecarpus elmeri - Semecarpus engleriana - Semecarpus euodiifolius - Semecarpus euphlebia - Semecarpus ferruginea - Semecarpus forstenii - Semecarpus fulvinervis - Semecarpus fulvo 'Villosa' - Semecarpus gardneri - Semecarpus gigantifolia - Semecarpus glabrescens - Semecarpus glauca - Semecarpus glauciphylla - Semecarpus glomerulata - Semecarpus graciliflorus - Semecarpus grahamii - Semecarpus grandifolia - Semecarpus heterophylla - Semecarpus hirtiflora - Semecarpus humilis - Semecarpus impressicostatus - Semecarpus insularum - Semecarpus intermedius - Semecarpus kathalekanensis - Semecarpus kinabaluensis - Semecarpus kraemeri - Semecarpus kurzii - Semecarpus lamii - Semecarpus lanceolata - Semecarpus lanceolatus - Semecarpus latifolia - Semecarpus laevigata - Semecarpus laxiflora - Semecarpus lineatus - Semecarpus longifolia - Semecarpus longipes - Semecarpus lucens - Semecarpus lurida - Semecarpus macrophylla | - Semecarpus macrothyrsa - Semecarpus magnifica - Semecarpus mangifera - Semecarpus marginata - Semecarpus megabotrys - Semecarpus merrilliana - Semecarpus micrantha - Semecarpus microcarpa - Semecarpus minutipetalus - Semecarpus moonii - Semecarpus monogyna - Semecarpus myriocarpus - Semecarpus myrmecophila - Semecarpus neocaledonica - Semecarpus ngoyensis - Semecarpus nicobarensis - Semecarpus nidificans - Semecarpus nigroviridis - Semecarpus nubigena - Semecarpus oblanceolatus - Semecarpus oblongifolius - Semecarpus obovata - Semecarpus obovatus - Semecarpus obscura - Semecarpus obtusata - Semecarpus obtusifolia - Semecarpus ochraceus - Semecarpus pandurata - Semecarpus papuana - Semecarpus parvifolia - Semecarpus paucinervia - Semecarpus perniciosus - Semecarpus perrottetii - Semecarpus philippinensis - Semecarpus pilosa - Semecarpus poyaensis - Semecarpus prainii - Semecarpus pseudo 'Emarginata' - Semecarpus pubescens - Semecarpus pulvinatus - Semecarpus reticulata - Semecarpus ridleyi - Semecarpus riparius - Semecarpus rostrata - Semecarpus roxburghii - Semecarpus rufo 'Velutinus' - Semecarpus sandakanus - Semecarpus scaberulus - Semecarpus scabrida - Semecarpus schlechteri - Semecarpus sideroxyloides - Semecarpus stenophyllus - Semecarpus subpanduraeformis - Semecarpus subpeltata - Semecarpus subracemosa - Semecarpus subsessilifolia - Semecarpus subspathulata - Semecarpus surigaensis - Semecarpus taftiana - Semecarpus tannaensis - Semecarpus testaceus - Semecarpus thorelii - Semecarpus thwaitesii - Semecarpus thyrsoideus - Semecarpus tonkinensis - Semecarpus trachyphylla - Semecarpus travancorica - Semecarpus trengganuensis - Semecarpus trukkensis - Semecarpus undulatus - Semecarpus velutina - Semecarpus venenosa - Semecarpus vernicifera - Semecarpus virotii - Semecarpus vitiensis - Semecarpus walkeri - Semecarpus whitfordii - Semecarpus zeylanica |